# Aílton Gonçalves da Silva
Ailton Gonçalves da Silva (Mogiero, 1973. július 19. –) profi sporttól visszavonult brazil labdarúgó, jelenleg a német csatára.

## Pályafutása
Szinte ismeretlenként érkezett Európába. 1998 januárjában került a Werder Bremen csapatához 2,75 millió eurónak megfelelő márkáért. Eleint Felix Magath mellőzte, s egy rakás kidobott pénznek nevezte. Legtöbbször csak a lelátóról nézhette a mérkőzéseket. Ailton ekkor így nyilatkozott: "Három bajom van: nem tudok németül, nagyon hideg van és Felix Magathnak hívják az edzőmet."
Amikor Thomas Schaaf vette át a brémai egyesületet, Ailton formába lendült. A 2003–2004-es Bundesliga gólkirálya lett, csapatával elhódította a bajnokságot és a német kupát. Szerződésének lejártával, 2009-ben a Schalkéhoz igazolt. Eleinte nem ment neki Heynkess irányítása alatt, ám itt is egy edzőváltás után formába lendült. Ragnick mester keze alatt lőtte a gólokat, év végén mégis mennie kellett, mert összekülönbözött az őt Gelsekirchenbe csábító Rudi Assauer menedzserrel. Három millió fontért a török Besiktashoz igazolt. Megváltóként fogadták a brazilt, ám Aíltonnak hamar elment a kedve, s elvágyott a gyengécske török bajnokságból.
2005 telén az Efes-Pilsen Kupán mesterhármat szerzett korábbi csapata, a Werder Bremen ellen. A mérkõzést Aíltonék nyerték 3–1-re. Ezzel üzent Németországnak, hogy még lehet Aílton-gólokra számítani. A télen tárgyalásba is volt több klubbal végül a Borussia Dortmund és a Hamburg volt a legkitartóbb kérő, s utóbbi ajánlatát fogadta el, mondván, a HSV-vel bajnok akar lenni. A törökök 450 ezer euróért fél évre kölcsönadták a címvédő FC Bayern legnagyobb vetélytársának. A Hamburgnál két mérkőzés után megsérült, s csak a szezon hajrájára épült fel, háromszor így is betalált a Bundesligában. Az év végén elbukták a bajnokságot, de a BL indulást kiharcolták. A 2006–2007-es idényt viszont már Belgrádban kezdte Ailton, mert elfogadta az Crvena Zvezda ajánlatát.
2013-as visszavonulása után tíz évvel a német kilencedik ligában tért vissza, s 49 évesen szép egyéni akció végén szerzett gólt a TSV Bassum harmadik csapatában, majd Cristiano Ronaldo ikonikus gólörömével ünnepelt.

## Válogatottság
A világ majdnem minden válogatottjába befért volna, ám a braziloknál Romárió, Ronaldo, Ronaldinho, Robinho és Adriano mögött esélye sem volt rá. Szóba került, hogy esetleg szerepelhetne a német válogatottban, ám Franz Beckenbauer megvétózta az ötletet. Ezután a katari labdarúgó-szövetség kereste meg, hogy szerepeljen az ő színeikben. Ailton rábólintott az ötletre, ám a FIFA kikötötte, csak akkor játszhat, ha van a felmenői között katari származású. Így Ailton soha nem viselhette magán a címeres mezt.